# Omota
Omóta je naselje v Sloveniji.